# Misael Escuti
Misael Escuti Rovira (ur. 20 grudnia 1926 w Copiapó, zm. 31 stycznia 2005 w Santiago), chilijski piłkarz, bramkarz. Brązowy medalista MŚ 62.
W reprezentacji Chile zagrał 40 razy. Debiutował w 1953 w meczu z Hiszpanią, ostatni raz zagrał w 1963. Brał udział w kilku edycjach Copa América. Podczas MŚ 62 wystąpił w pięciu spotkaniach, w meczu o brązowy medal zastąpił go Adán Godoy. Był wówczas piłkarzem CSD Colo-Colo. Grał w tym klubie w latach 1946–1964. Wcześniej krótko występował w zespole Badminton, gdzie debiutował w 1944. Był długoletnim kapitanem CSD Colo-Colo, zdobywał tytuły mistrza kraju. Karierę zakończył w wieku 38 lat.